# Rogačica
Pour l’article homonyme, voir Rogačica (rivière).
Pour le village kosovar, voir Rogačica (Kosovska Kamenica).
Rogačica (en serbe cyrillique : Рогачица) est un village de Serbie situé dans la municipalité de Bajina Bašta, district de Zlatibor. Au recensement de 2011, il comptait 636 habitants.
Rogačica est située sur la rive droite de la Drina, à sa confluence avec la rivière Rogačica.

## Démographie

### Évolution historique de la population
| 1948  | 1953  | 1961  | 1971  | 1981 | 1991 | 2002 | 2011 |
| ----- | ----- | ----- | ----- | ---- | ---- | ---- | ---- |
| 1 326 | 1 306 | 1 248 | 1 116 | 995  | 862  | 768  | 636  |

|  |